# 开禧
开禧（1205年—1207年）是南宋皇帝宋寧宗的第三个年号，共计3年。

## 年號含義
從年號開寶、天禧各取一字。
《改元詔文》云：「法開寶肇造之初，洎天禧全盛之日。」

## 改元
- 嘉泰四年——十二月十一日，有詔明年改元開禧。[2][3][4]
- 開禧三年——十二月二十六日，有詔明年改元嘉定。[5][6][7]

## 紀年對照表
| 开禧 | 元年   | 二年   | 三年   |
| ---- | ------ | ------ | ------ |
| 公元 | 1205年 | 1206年 | 1207年 |
| 干支 | 乙丑   | 丙寅   | 丁卯   |

## 大事记
開禧年間通過觀天星象制定古代堪輿所使用的羅盤上28宿的位置，後世稱為開禧盤。與後世清代所出的時憲盤不同，因天星28宿每70-73年逆行一度。

## 出生
- 开禧元年
  - 正月初五：宋理宗赵昀

## 逝世
- 开禧二年
  - 五月八日：杨万里
- 开禧三年
  - 九月初十：辛弃疾

## 同期存在的其他政权年号
- 中國
  - 轉運（1207年）：南宋時期—吳曦之年號
  - 天禧（1178年－1211年）：西遼—末主耶律直魯古之年號
  - 泰和（1201年－1208年）：金朝—金章宗完顏璟之年號
  - 天慶（1194年－1206年）：西夏—夏桓宗李純祐之年號
  - 應天（1206年－1209年）：西夏—夏襄宗李安全之年號
  - 天開（1205年－1225年）：大理—段智祥之年號
- 越南
  - 治平龍應（1205年至1210年）：李朝—李龍翰之年號
- 日本
  - 元久（1204年－1206年）: 土御門天皇之年號
  - 建永（1206年－1207年）：土御門天皇之年號

## 深入閱讀
- 李崇智. . 北京: 中華書局. 2004年12月. ISBN 7101025129.
- 鄧洪波. . 臺北: 國立臺灣大學東亞經典與文化研究計劃. 2005年3月  [2021-11-21]. ISBN 9789860005189. （原始内容 (pdf)存档于2007-08-25）.

| 前一年號： 嘉泰 | 南宋年号 | 下一年號： 嘉定 |